# كريس داوغرتي
كريس داوغرتي (بالإنجليزية: Chris Daugherty)‏ هو عامل إنشاء أمريكي، ولد في 29 أغسطس 1970 في ساوث فيينا في الولايات المتحدة.